# International Capital Market Association

Logo der ICMA

Die International Capital Markets Association (ICMA) ist ein internationaler Branchenverband für Kapitalmarktteilnehmer mit Sitz in Zürich. Der Schwerpunkt der Mitgliederschaft liegt bei europäischen Banken und Finanzdienstleistern.

## Geschichte
Die ICMA entstand Juli 2005 durch den Zusammenschluss der International Primary Market Association (IPMA) und der International Securities Market Association (ISMA). Die ISMA selbst war die frühere Association of International Bond Dealers (AIBD), die 1969 gegründet wurde.

## Zinsberechnungsmethode
Bekannt wurde der Verband vor allem durch die von ihr entwickelte Zinsmethode. Diese AIBD-Methode (aufgrund der Umbenennungen auch als ISMA-Methode oder ICMA-Methode bezeichnet) ist heute in vielen finanzmathematischen Anwendungen Standard.

## Selbstregulierung
Eine wesentliche Aufgabe der Organisation ist die Selbstregulierung des Kapitalmarktgeschäftes. Die ICMA erarbeitet Regeln, Standards und Verhaltenscodices zu Handelsgeschäften. Diese Standards stellen die Basis der weltweiten Börsengeschäfte dar und unterstützen die Bankenaufsicht.